# Bernard Nabonne
Bernard Nabonne (ur. w 1897 r. w Madiran, zm. w 1951 r. w Paryżu) – francuski pisarz, laureat Nagrody Renaudot w 1927 r. za powieść Maïtena. Miał korzenie béarnaskie, pisał powieści oraz biografie historyczne. Jego inne dzieła to m.in. À l'abandon (1932), À la Gasconne (1935) czy Joseph Bonaparte (1950). 